# Йоан XVII (папа)
Папа Йоан XVII (на латински: Ioannes.PP.XVII), роден Сиконе Секо (на италиански: Siccone Secco), е глава на Католическата църква, 140-ия поред папа в Традиционното броене. Преди да стане духовник има семейство и поне трима сина, последвали примера му, станали монаси. Той е избран за папа през май 1003 г., като кандидат на видния римски гражданин Кресентий Млади. Йоан XVII умира едва шест месеца след това, и е погребан в Латеранската базилика в Рим.